# Том Бертрам (хокеїст на траві)
Том Бертрам (англ. Tom Bertram, 24 травня 1977) — британський хокеїст на траві.
Учасник Олімпійських Ігор 2000, 2004 років.